# Tjichura Satjchere
Tjichura Satjchere är en georgisk fotbollsklubb baserad i staden Satjchere. Tjichura Satjchere spelade i den georgiska högstaligan Umaghlesi Liga efter Sovjets fall. Under sitt första år i ligan slutade man på en 12:e plats. Efter säsongen 2007/2008 åkte klubben ur högstaligan, och spelade därefter i den georgiska andraligan Pirveli Liga i fyra år. Klubben spelar sina hemmamatcher på Centralstadion Satjchere. Efter säsongen 2011/2012 stod Tjichura som ligasegrare och flyttades upp till Umaghlesi Liga.

## Säsonger
| Säsong  | Liga                | Pos. | Sp. | V  | O | F  | GM | IM  | P  | Davit Kipianicupen | Noter                         | Tränare            |
| ------- | ------------------- | ---- | --- | -- | - | -- | -- | --- | -- | ------------------ | ----------------------------- | ------------------ |
| 1993-94 | Pirveli Liga Väst   | 13   | 26  | 3  | 2 | 21 | 16 | 70  | 11 |                    | Nedflyttade                   |                    |
| 1995-96 | Pirveli Liga Väst   | 19   | 38  | 10 | 3 | 25 | 62 | 124 | 33 |                    | Nedflyttade                   |                    |
| 2001-02 | Regionuli Liga Väst |      |     |    |   |    |    |     |    |                    |                               |                    |
| 2002-03 | Regionuli Liga Väst |      |     |    |   |    |    |     |    |                    | Uppflyttade                   |                    |
| 2003-04 | Pirveli Liga        |      |     |    |   |    |    |     |    | Rundan med 32 lag  |                               |                    |
| 2004-05 | Pirveli Liga        |      |     |    |   |    |    |     |    | Rundan med 32 lag  |                               |                    |
| 2005-06 | Pirveli Liga        |      |     |    |   |    |    |     |    | Rundan med 16 lag  | Uppflyttade                   |                    |
| 2006-07 | Umaghlesi Liga      | 12   | 26  | 5  | 6 | 15 | 13 | 46  | 21 | Kvartsfinal        | Nedflyttade                   |                    |
| 2007-08 | Pirveli Liga Öst    | 5    | 27  | 12 | 7 | 8  | 40 | 37  | 43 | Rundan med 32 lag  |                               |                    |
| 2008-09 | Pirveli Liga Öst    | 2    | 30  | 19 | 7 | 4  | 56 | 21  | 64 | Rundan med 16 lag  |                               |                    |
| 2009-10 | Pirveli Liga        | 5    | 14  | 8  | 2 | 4  | 21 | 15  | 26 |                    |                               |                    |
| 2010-11 | Pirveli Liga        | 4    | 32  | 20 | 6 | 6  | 58 | 25  | 66 |                    | Kvalmatch till Umaghlesi Liga | Tvisja Kasrasjvili |
| 2011-12 | Pirveli Liga        | 1    | 14  | 8  | 2 | 4  | 25 | 15  | 26 | Åttondelsfinal     | Uppflyttade                   | Soso Pruidze       |
| 2012-13 | Umaghlesi Liga      | 4    | 32  | 17 | 6 | 9  | 49 | 38  | 57 | Final              |                               |                    |